# 棋戦 (囲碁)
棋戦（きせん）とは囲碁の大会、特にプロのものを指す言葉。アマチュアの棋戦については→囲碁のアマチュア棋戦

## 歴史

### 黎明期
室町時代末期から公家や大名により当代の名手を集めた碁会が催されることが多くなり、著名な碁打ちの強さの格付けもされるようになる。江戸時代になると、その中の本因坊算砂や利玄といった者たちから家元制が生まれ、家元が幕府に出仕しての御城碁や、寺社奉行の許可に基づく争碁などが公的な対局として行われていた他、武家や豪商が後援者となっての対局も行われた。
明治時代になって囲碁界が江戸幕府の保護を失うと、棋士達はスポンサーの支援によって対局を行った他、新たに結成された方円社では月例会の棋譜は雑誌「囲棋新報」に掲載される。囲碁愛好者の拡大に応じ、1878年（明治11年）に郵便報知新聞で初めて新聞に棋譜が掲載され、時事新報が1896年から「碁の栞」と題して棋譜連載、続いて1898年に國民新聞、神戸新聞で棋譜を掲載する。1905年に萬朝報で開始された「碁戦」は、本因坊門と方円社それぞれの勝抜き戦を交互に掲載し、1910年からは両派合同の連合選手戦となった。その後、日本新聞、讀賣新聞、その他の新聞が棋譜掲載を行うようになった。この頃対局料は、講評や弁当代まで含んで20円で、萬朝報が参入した頃には25円になった。

#### 代表的な新聞の棋譜掲載
- 時事新報 1896年 碁の栞、1901年 囲碁新手合
- 萬朝報 1905年 碁戦
- 東京日日新聞 1906年 敲玉新譜、1926年 新進打切碁戦
- 東京二六新聞 1906年 読者勝抜戦
- 都新聞 1907年 雁金派碁譜
- 東京朝日新聞 1908年 少壮決戦譜
- 中外商業新聞 1909年 囲碁新手合
- やまと新聞 1909年 青年、女流棋客戦
- 大阪朝日新聞 1909年 関西囲碁研究会提供譜
- 東京毎日新聞 1910年 当代名手碁戦
- 報知新聞 1920年 敗退争覇名碁戦

### トーナメント制の発展
大正時代に設立された裨聖会では、その棋譜を報知新聞に掲載。1924年に日本棋院が設立されると、1927年からその大手合は朝日新聞、日本棋院を脱退した5名の棋士による棋正社の手合は報知新聞、日本棋院対棋正社敗退手合は読売新聞と、それぞれの組織が新聞社と契約するという形になる。國民新聞は日本棋院の少年棋士の対戦譜、東京日日新聞では日本棋院の新進棋士の新進打切碁戦を掲載。また1928年(昭和3年)には東京日日新聞主催で全国素人囲碁大会が開かれ、全国規模のアマチュア棋戦の嚆矢となった。
その後、プロ棋士によるトーナメント戦としては、1933年（昭和8年）に読売新聞主催の日本囲碁選手権手合が行われ、優勝者呉清源と本因坊秀哉名人との記念対局が話題となった。同年には、時事新報による木谷實と呉清源の十番碁も行われた。
1938年(昭和13年)に本因坊秀哉の引退に伴い、本因坊の名跡を日本棋院に譲渡し、その名跡を選手権制で争う「本因坊名跡争奪全日本囲棋選手権大手合」いわゆる本因坊戦が昭和14年から毎日新聞主催で開始される。その後、同様のタイトル戦形式の棋戦が行われるようになり、1953年に王座戦、1954年にラジオ放送によるNHK杯争奪トーナメントなどが始まる。1961年(昭和36年)には多くの軋轢を経た後、名人戦も開始される。
また女流棋士による棋戦として1930年(昭和5年)に時事新報主催の東西対抗女流棋士戦、早碁棋戦として1936年(昭和11年)に時事新報主催の早碁選手権大会など、様々な形の棋戦が行われるようになった。

### 世界への拡がり
日本で発展した棋戦の形式は、韓国でも1947年の朝鮮棋院設立（後に韓国棋院）とともに行われるようになった。中国では中華人民共和国の囲碁強化政策により、1957年に全国囲棋個人戦開始、1962年に中国囲棋協会がプロ棋士制度を取り入れたことにより、日本や韓国と同様の形式の棋戦が行われるようになる。台湾でも1974年開始の名人戦など、同様の棋戦が発展した。ヨーロッパでも明治以降に囲碁の愛好者が少しずつ増え始め、各国でトーナメント戦が行われるようになり、1957年にはヨーロッパ碁コングレスが開始された。
各国間の交流も次第に盛んになり、1955年に5か国のアマチュア棋士が参加しての国際囲碁トーナメント大会、1963-64年に9か国によるインターナショナルアマチュア・碁・トーナメント開催。1979年からは世界アマチュア囲碁選手権戦が15か国の参加で開始、2007年には68か国・地域が参加するまでになっている。プロ棋士の国際棋戦としては、1988年に世界囲碁選手権富士通杯、IBM早碁オープン戦、応昌期杯世界プロ囲碁選手権戦が開始、1990年代以降は韓国や中国の主催による世界選手権も開始され始めた。
これまでのプロ棋戦はスポンサーとの契約金を主催する棋士組織内で成績や段位に応じて分配する形で行われていたが、2009年開始のBCカード杯世界囲碁選手権ではトーナメント上位者に賞金を与えるという賞金制の試みもなされている。
囲碁はマインドスポーツの一つとしての位置づけも広まり、2008年開始のワールドマインドスポーツゲームズや、2010・2022アジア競技大会でも競技種目と採用されるようになった。特にアジア競技会は日中韓台の代表が集まることから、事実上の世界一決定戦とされる。
また中国では団体戦形式の中国囲棋リーグ戦が1999年に開始、同形式の韓国囲碁リーグも2004年に開始、高い人気を持っている。

## 国際棋戦

### 世界選手権
| 棋戦名                           | 主催・協賛・後援                       | 創設年                 | 決勝 | 持ち時間  | 秒読み          | コミ             | 優勝賞金   | 出典  |
| -------------------------------- | -------------------------------------- | ---------------------- | ---- | --------- | --------------- | ---------------- | ---------- | ----- |
| 応昌期杯世界プロ囲碁選手権戦     | 応昌期基金会                           | 1988年 （4年毎に開催） | 五番 | 3時間     | なし            | 8目 計点制ルール | 40万米ドル | [ 2 ] |
| 三星火災杯世界囲碁マスターズ     | 中央日報 韓国放送公社 三星火災海上保険 | 1996年                 | 三番 | 2時間     | 1分5回          | 6目半            | 3億ウォン  | [ 3 ] |
| LG杯世界棋王戦                   | 朝鮮日報社 LG                          | 1996年                 | 三番 | 3時間     | 40秒5回         | 6目半            | 3億ウォン  | [ 4 ] |
| 春蘭杯世界囲碁選手権戦           | 中国囲棋協会 春蘭集団                  | 1999年 （2年毎に開催） | 三番 | 2時間30分 | 5分前           | 7目半            | 15万ドル   | [ 5 ] |
| 百霊愛透杯世界囲碁オープン戦     | 中国囲棋協会 貴州百霊企業団            | 2012年 （2年毎に開催） | 五番 | 2時間     | 1分5回          | 7目半            | 180万元    | [ 6 ] |
| Mlily夢百合杯世界囲碁オープン戦  | 国際囲碁連盟 中国棋院                  | 2013年 （2年毎に開催） | 五番 | 3時間     | 1分5回          | 7目半            | 180万元    | [ 7 ] |
| 利民杯世界囲碁星鋭最強戦         | 中国囲棋協会 中国棋院杭州分院          | 2014年                 |      |           |                 |                  |            |       |
| グロービス杯世界囲碁U-20         | 日本棋院 グロービス                    | 2014年                 |      | なし      | 1手30秒 1分10回 | 6目半            | 300万円    | [ 8 ] |
| 南洋杯世界囲碁マスターズ         | 中国囲棋協会 シンガポール囲棋協会      | 2024年                 | 三番 | 2時間     | 1手ごと15秒追加 | 7目半            | 25万SGD    |       |
| ソパルコサノル世界最高棋士決定戦 | 韓国棋院                               | 2025年 （2年毎に開催） | 三番 | 1時間     | 1手ごと30秒追加 | 6目半            | 2億ウォン  |       |

終了棋戦
| 棋戦名                          | 主催・協賛・後援                         | 創設年 | 廃止年 | 決勝 | 持ち時間  | 秒読み          | コミ  | 優勝賞金  | 出典   |
| ------------------------------- | ---------------------------------------- | ------ | ------ | ---- | --------- | --------------- | ----- | --------- | ------ |
| 世界囲碁選手権富士通杯          | 読売新聞社 富士通 文部科学省             | 1987年 | 2011年 | 一番 | 2時間     | 5分前           | 6目半 | 1500万円  | [ 9 ]  |
| テレビ囲碁アジア選手権          | 日本放送協会 中国中央電視台 韓国放送公社 | 1989年 | 2019   |      | なし      | 1手30秒 1分10回 | 6目半 |           | [ 10 ] |
| IBM早碁オープン戦               | 週刊碁 日本アイ・ビー・エム              | 1988年 | 1990年 |      | 1時間     | 30秒            | 5目半 | 300万円   |        |
| 東洋証券杯世界選手権戦          | ソウル経済新聞社 韓国東洋証券            | 1989年 | 1998年 | 五番 | 3時間     | 1分             | 5目半 |           |        |
| トヨタ&デンソー杯囲碁世界王座戦 | トヨタ自動車 デンソー 日本経済新聞社     | 2001年 | 2009年 | 三番 | 3時間     | 10分前          | 6目半 | 3000万円  | [ 11 ] |
| 中環杯世界囲碁選手権戦          |                                          | 2004年 | 2007年 | 一番 | 2時間30分 | 5分前           | 6目半 |           | [ 12 ] |
| BCカード杯世界囲碁選手権        | BCカード                                 | 2009年 | 2012年 | 五番 | 2時間     | 1分3回          | 6目半 | 3億ウォン | [ 13 ] |
| 新奥杯世界囲碁オープン戦        | 国際囲碁連盟 中国棋院                    | 2016年 | 2021年 | 五番 | 2時間30分 | 1分5回          | 7目半 | 220万元   | [ 14 ] |
| 天府杯世界囲碁プロ選手権戦      | 中国囲棋協会 中国棋院                    | 2018年 | 2021年 | 三番 | 2時間     | 1分5回          | 7目半 | 200万元   | [ 15 ] |

### 国際対抗戦
| 棋戦名                         | 主催・協賛・後援                                    | 創設年 | 持ち時間  | 秒読み          | コミ  | 優勝賞金    | 出典   |
| ------------------------------ | --------------------------------------------------- | ------ | --------- | --------------- | ----- | ----------- | ------ |
| 中韓天元対抗戦                 | 中国新民萬報 スポーツ朝鮮 華中実業 東亜製薬         | 1997年 | 3時間     | 1分5回          | 6目半 |             |        |
| 国際新鋭囲碁対抗戦             |                                                     | 1997年 |           |                 |       |             |        |
| 農心辛ラーメン杯世界囲碁最強戦 | 韓国棋院 農心                                       | 1999年 | 1時間     | 1分             | 6目半 | 5億ウォン   | [ 16 ] |
| 阿含・桐山杯日中決戦           | 毎日新聞社 京都新聞社 KBS京都 中国中央電視台 阿含宗 | 1999年 | なし      | なし            | 6目半 | 500万円     |        |
| 鳳凰古城世界囲棋嶺鋒対決       | 鳳凰古城旅行 北京天下鳳凰文化伝播                   | 2003年 |           |                 | 7目半 | 5万ドル     |        |
| 関西棋院台湾棋院交流戦         |                                                     | 2004年 | 2時間30分 | 3分前           | 6目半 |             |        |
| 江原ランド杯韓中囲碁対抗戦     |                                                     | 2006年 |           |                 |       |             |        |
| 日台精鋭プロ選手権             | 海峰棋院 日本航空 大通旅行社 LGS傳奇圍棋網          | 2008年 | 1時間     | 1分             | 6目半 | 120万元     |        |
| 中国・常徳杯世界囲棋名人争覇戦 | 人民日報社 湖南省体育局 常徳市人民政府              | 2010年 | 2時間45分 | 5分前           | 7目半 | 30万元      |        |
| 招商地産杯中韓囲棋団体対抗戦   | 招商地産                                            | 2011年 | 2時間45分 | 1分5回          |       | 60万元      |        |
| 珠鋼杯世界囲碁団体選手権       | 中国囲棋協会、広州市体育総会                        | 2013年 |           |                 |       | 200万元     |        |
| 国手山脈杯国際囲棋戦           | 韓国棋院 全羅南道囲碁協会                           | 2014年 | 30分      | 40秒3回         | 6目半 | 5千万ウォン | [ 17 ] |
| 日中竜星戦                     | 日本棋院、中国棋院                                  | 2014年 |           |                 |       |             |        |
| おかげ杯国際新鋭対抗戦         | 日本棋院、横町棋院                                  | 2014年 | なし      | 1手30秒 1分10回 | 6目半 | 450万円     | [ 18 ] |
| ワールド碁チャンピオンシップ   | 日本棋院                                            | 2017年 | 3時間     | 5分前           | 6目半 | 2000万円    | [ 19 ] |
| CCTV賀歳杯囲棋戦               | 中国中央電視台                                      | 2018年 | なし      | 1手30秒10回     | 7目半 | 80万元      | [ 20 ] |

終了棋戦
| 棋戦名                     | 主催・協賛・後援 | 創設年 | 廃止年 | 持ち時間  | 秒読み | コミ  | 優勝賞金  | 出典 |
| -------------------------- | --- | ------ | ------ | --------- | ------ | ----- | --------- | ---- |
| 日中スーパー囲碁           | 週刊碁 新体育雑誌社 朝日新聞社 NECグループ                                                                                              | 1984年 | 2001年 |           |        |       |           |      |
| 日中天元戦                 | ブロック紙3社連合 新民晩報 囲棋月刊 富士通                                                                                              | 1988年 | 2002年 | 3時間     | 1分    | 5目半 |           |      |
| 日中名人戦                 | 朝日新聞社 人民日報社 | 1988年 | 1994年 | 3時間     | 1分    | 5目半 |           |      |
| 真露杯SBS世界囲碁最強戦    | ソウル放送 眞露グループ | 1993年 | 1997年 | 1時間     | 1分    | 5目半 | 20万ドル  |      |
| ロッテ杯中韓囲碁対抗戦     | 囲棋電視 | 1994年 | 1997年 | 30分      | 1分1回 | 6目半 | 7万ドル   |      |
| 世界囲碁最強戦             | 東亜日報 | 1996年 | 1996年 | 4時間     | 5分前  | 5目半 |           |      |
| 中韓新人王対抗戦           | スポーツソウル BCカード 上海建橋学園 | 1998年 | 2005年 | 3時間     | 1分5回 | 6目半 | 3,000ドル |      |
| CSK杯囲碁アジア対抗戦      | CSKグループ 日本経済新聞社 全日本空輸 沖縄タイムス社 琉球新報社 琉球放送 沖縄テレビ放送 琉球朝日放送 NHK沖縄放送局 囲碁・将棋チャンネル | 2002年 | 2006年 | 2時間     | 5分前  | 6目半 |           |      |
| 金竜城杯世界囲碁団体選手権 | 中国囲棋協会 広州市体育総会 | 2013年 | 2015年 | 4時間30分 | 1分5回 | 7目半 | 200万元   |      |

### 国際女流棋戦
| 棋戦名                             | 主催・協賛・後援                  | 創設年 | 持ち時間 | 秒読み | コミ  | 優勝賞金 | 出典   |
| ---------------------------------- | --------------------------------- | ------ | -------- | ------ | ----- | -------- | ------ |
| 穹窿山兵聖杯世界女子囲碁選手権     | 中国囲棋協会 蘇州市呉中区人民政府 | 2010年 | 2時間    | 5分前  | 7目半 | 30万元   | [ 21 ] |
| 黄竜士双登杯世界女子囲碁団体選手権 |                                   | 2011年 | 1時間    | 5分前  | 7目半 | 45万元   | [ 22 ] |
| 華頂茶業杯世界女流囲碁団体戦       |                                   | 2012年 | 2時間    | 1分5回 | 7目半 | 30万元   | [ 23 ] |
| 中韓女子囲碁対抗戦                 |                                   |        |          |        |       |          |        |
| SENKO CUPワールド碁女流最強戦      | 日本棋院                          | 2018年 | 2時間    | 5分前  | 6目半 | 1000万円 | [ 24 ] |
| 呉清源杯世界女子囲碁選手権         | 中国棋院 福州市人民政府           | 2018年 | 2時間    | 5分前  | 7目半 | 50万元   | [ 25 ] |

終了棋戦
| 棋戦名                             | 主催・協賛・後援                   | 創設年 | 廃止年 | 持ち時間 | 秒読み  | コミ  | 優勝賞金 | 出典   |
| ---------------------------------- | ---------------------------------- | ------ | ------ | -------- | ------- | ----- | -------- | ------ |
| 翠宝杯世界女子選手権戦             | 翠宝公司                           | 1993年 | 1993年 |          |         |       |          |        |
| 宝海杯世界女子選手権戦             | 韓国経済新聞 韓国放送公社 宝海醸造 | 1994年 | 1997年 |          |         |       |          |        |
| 興倉杯世界女子選手権戦             | 韓国経済新聞 韓国放送公社 興倉社   | 1999年 | 2001年 | 3時間    |         | 6目半 |          |        |
| 東方航空杯世界女子プロ囲碁選手権戦 | 中国東方航空 上海東方電視台        | 2000年 | 2000年 | 70分     | なし    | 5目半 | 9万元    |        |
| 泰利特杯中韓女子囲棋対抗戦         |                                    | 2000年 | 2001年 |          |         |       |          |        |
| 山水黔城杯国際女子プロ囲棋選手権戦 | 貴陽市                             | 2001年 | 2001年 |          |         |       | 10万元   |        |
| 豪爵杯世界女子プロ囲碁選手権戦     | 江門市 大長江グループ              | 2002年 | 2002年 | 3時間    | 5分前   |       | 10万元   |        |
| 正官庄杯世界女流囲碁最強戦         |                                    | 2002年 | 2011年 | 1時間    | 40秒3回 | 6目半 |          | [ 26 ] |
| 大理杯世界女流プロ世界選手権       |                                    | 2006年 | 2007年 | 2時間    | 5分前   | 7目半 |          | [ 27 ] |
| 遠洋地産杯・世界女子プロオープン戦 | 北京龍沢源置業                     | 2007年 | 2007年 | 2時間    | 5分前   |       | 10万元   | [ 28 ] |

### 国際ペア碁棋戦
- ペア碁ワールドカップ 2010年-
- 国際名人ペア碁トーナメント 2011年-
- 日中韓ペア碁名人選手権 2013年-

### 限定棋戦
- 世界青少年囲碁選手権大会
- 世界学生囲碁王座戦

## 日本の棋戦
本因坊戦などの棋戦は日本棋院によって行われたが、1950年の関西棋院独立以後は、本因坊戦他多くの棋戦は日本棋院と関西棋院の2組織の共同で行われる。その他に日本棋院単独、関西棋院単独で行われる棋戦もある。
歴代の七大タイトル獲得者は日本の囲碁タイトル在位者一覧を、歴代の記録については囲碁の記録一覧を、名誉称号については名誉称号 (囲碁)を参照。

### 七大棋戦
以下、主催・協賛・後援については、日本棋院および関西棋院は省略して記載する。
| 棋戦名   | 主催・協賛・後援                                           | 創設年 | 挑戦手合 | 持ち時間 | 秒読み | 優勝賞金 | 出典   |
| -------- | ---------------------------------------------------------- | ------ | -------- | -------- | ------ | -------- | ------ |
| 棋聖戦   | 読売新聞社 サントリーホールディングス（特別協賛）          | 1976年 | 七番     | 8時間    | 10分前 | 4300万円 | [ 29 ] |
| 名人戦   | 朝日新聞社                                                 | 1976年 | 七番     | 8時間    | 10分前 | 3000万円 | [ 30 ] |
| 王座戦   | 日本経済新聞社                                             | 1952年 | 五番     | 3時間    | 5分前  | 1400万円 | [ 31 ] |
| 天元戦   | 新聞三社連合                                               | 1975年 | 五番     | 3時間    | 5分前  | 1200万円 | [ 32 ] |
| 本因坊戦 | 毎日新聞社 大和証券グループ（特別協賛）                    | 1939年 | 五番     | 3時間    | 5分前  | 850万円  | [ 33 ] |
| 碁聖戦   | 新聞囲碁連盟                                               | 1975年 | 五番     | 4時間    | 5分前  | 800万円  | [ 34 ] |
| 十段戦   | 産経新聞社 大和ハウス工業（特別協賛） 帝国警備保障（協賛） | 1961年 | 五番     | 3時間    | 5分前  | 600万円  | [ 35 ] |

上記を日本棋院の七大棋戦（七大タイトル）と呼ぶ。この内、賞金額が特に大きく（優勝2000万円超。総額では1億円に達する）、挑戦者をリーグ戦で決定して、挑戦手合を二日制・七番勝負の長丁場で行う棋聖戦・名人戦・本因坊戦の3タイトルは三大棋戦（三大タイトル）、三大リーグと呼ばれていたが、本因坊戦は2024年度第79期より賞金額を大幅に減らしてリーグ戦をやめて挑戦手合も五番勝負に変更し、挑戦者をトーナメント戦で決定する他の4タイトル（王座戦・天元戦・碁聖戦・十段戦）と同列になった。2024年以後の昇段規定では、棋聖戦・名人戦・世界戦は優勝1回、棋聖・名人以外のタイトル2回で九段昇段、また棋聖・名人の挑戦あるいは棋聖・名人以外のタイトル1回で八段昇段となっている。
最多同時獲得は七冠（全冠）達成の井山裕太。六冠達成者も井山のみである。七大タイトル全てを一度でも獲得するとグランドスラムとなり、井山・趙治勲・張栩の3人が達成している。グランドスラムまであと1タイトルに迫った棋士は加藤正夫（棋聖、2004年逝去）、林海峰（棋聖）、山下敬吾（十段）の3人。また三大タイトルを同時に全て保持することは「大三冠」と呼ばれ、井山・趙の2人が達成している。名人と本因坊の二冠を同時に保持した場合は、「名人本因坊」の呼称がしばしば用いられる。

### 七大棋戦以外の棋戦
下記の公式棋戦のうち、阿含･桐山杯、竜星戦、NHK杯はすべての棋士に参加資格がある。
| 棋戦名                         | 主催・協賛・後援                | 創設年 | 持ち時間          | 秒読み            | 優勝賞金 | 出典   |
| ------------------------------ | ------------------------------- | ------ | ----------------- | ----------------- | -------- | ------ |
| 阿含･桐山杯                    | 京都新聞社 阿含宗               | 1994年 | 2時間             | 1分               | 1000万円 | [ 37 ] |
| 竜星戦                         | 囲碁・将棋チャンネル            | 1990年 | なし（NHK杯方式） | なし（NHK杯方式） | 600万円  | [ 38 ] |
| NHK杯                          | 日本放送協会                    | 1953年 | なし（NHK杯方式） | なし（NHK杯方式） | 500万円  | [ 39 ] |
| 関西棋院第一位決定戦           | 山陽新聞社                      | 1957年 | 3時間             | 5分前             |          |        |
| 新人王戦                       | しんぶん赤旗                    | 1975年 | 3時間             | 5分前             | 200万円  | [ 40 ] |
| テイケイグループ杯俊英戦       | テイケイグループ各社            | 2021年 | 2時間             | 5分前             | 1000万円 | [ 41 ] |
| 若鯉戦                         | 中国新聞社 広島アルミニウム工業 | 2006年 | なし（NHK杯方式） | なし（NHK杯方式） | 300万円  | [ 42 ] |
| 王冠戦                         | 中日新聞社                      | 1953年 | 4時間             | 5分前             | 170万円  | [ 43 ] |
| SGW杯中庸戦                    | セントグランデＷ                | 2018年 | なし（NHK杯方式） | なし（NHK杯方式） | 200万円  | [ 44 ] |
| テイケイグループ杯レジェンド戦 | テイケイグループ各社            | 2021年 | 1時間30分         | 5分前             | 500万円  | [ 45 ] |

#### 女流棋戦
いずれも公式戦。
| 棋戦名                             | 主催・協賛・後援                                                                      | 創設年 | 挑戦手合 | 持ち時間          | 秒読み            | 優勝賞金 | 出典   |
| ---------------------------------- | ------------------------------------------------------------------------------------- | ------ | -------- | ----------------- | ----------------- | -------- | ------ |
| 女流本因坊戦                       | 共同通信社、日本棋院主催 ＪＡ共済連、共栄火災協賛                                     | 1981年 | 五番     | 4時間             | 5分前             | 550万円  | [ 46 ] |
| 女流名人戦                         | 一般社団法人巨樹の会、（株）メディカルテンダー （株）トータル・メディカルサービス協賛 | 1988年 | 三番     | 3時間             | 5分前             | 1000万円 | [ 47 ] |
| 女流棋聖戦                         | NTTドコモ協賛                                                                         | 1997年 | 三番     | なし（NHK杯方式） | なし（NHK杯方式） | 500万円  | [ 48 ] |
| 女流立葵杯                         | 一般財団法人温知会協賛、毎日新聞社後援                                                | 2014年 | 三番     | 3時間             | 5分前             | 700万円  | [ 49 ] |
| 扇興杯女流囲碁最強戦               | センコーグループホールディングス株式会社協賛                                          | 2015年 | 決勝一番 | 3時間             | 5分前             | 800万円  | [ 50 ] |
| テイケイグループ杯女流レジェンド戦 | テイケイグループ各社協賛                                                              | 2021年 | 決勝一番 | 1時間30分         | 5分前             | 200万円  | [ 51 ] |

#### 非公式棋戦
| 棋戦名                      | 主催・協賛・後援                             | 創設年 | 持ち時間                              | 秒読み            | 優勝賞金 | 出典   |
| --------------------------- | -------------------------------------------- | ------ | ------------------------------------- | ----------------- | -------- | ------ |
| 新竜星戦                    | 囲碁・将棋チャンネル                         | 2021年 | 1分+1手毎に5秒 （フィッシャールール） | なし              | 200万円  | [ 52 ] |
| 本因坊秀策杯                | 因島市・尾道市囲碁のまちづくり推進協議会開催 | 2002年 |                                       |                   | 100万円  | [ 53 ] |
| グランドチャンピオン戦      | 内閣府、文部科学省、囲碁・将棋チャンネル     | 2014年 | なし（NHK杯方式）                     | なし（NHK杯方式） | 100万円  | [ 54 ] |
| トライカップ プロ囲碁団体戦 | 市橋工業                                     | 2016年 | なし（NHK杯方式）                     | なし（NHK杯方式） | 100万円  | [ 55 ] |
| 若竹杯                      | 竹村肇                                       | 2018年 | 1時間30分                             | なし              | 20万円   | [ 56 ] |
| ワイズアカデミー杯          | ワイズアカデミー                             | 2019年 | 30分                                  | 5分               | 20万円   | [ 57 ] |
| ディスカバリー杯            | 荻野正次                                     | 2020年 | なし（NHK杯方式）                     | なし（NHK杯方式） | 20万円   | [ 58 ] |
| 関西囲碁オープン            | 阪急電鉄、阪急阪神ホテルズ                   | 2020年 | 3時間                                 | 5分前             | 100万円  | [ 59 ] |

#### ペア棋戦
非公式棋戦。
| 棋戦名               | 主催・協賛・後援                                     | 創設年 | 持ち時間          | 秒読み            | 優勝賞金 | 出典   |
| -------------------- | ---------------------------------------------------- | ------ | ----------------- | ----------------- | -------- | ------ |
| プロ棋士ペア碁選手権 | 日本ペア碁協会 全日本囲碁連合 週刊碁 読売新聞社 ほか | 1995年 | なし（NHK杯方式） | なし（NHK杯方式） |          | [ 60 ] |

### 終了棋戦
| 棋戦名                       | 主催・協賛・協力            | 創設年 | 廃止年 | 決勝 | 持ち時間          | 秒読み            | 優勝賞金 | 出典   |
| ---------------------------- | --------------------------- | ------ | ------ | ---- | ----------------- | ----------------- | -------- | ------ |
| おかげ杯                     | 濱田総業協賛                | 2010年 | 2020年 | 一番 | なし（NHK杯方式） | なし（NHK杯方式） | 300万円  | [ 61 ] |
| マスターズカップ             | フマキラー協賛              | 2011年 | 2019年 | 一番 | 1時間             | 5分前             | 500万円  | [ 62 ] |
| イベロジャパン杯             | イベロジャパン協賛          | 2015年 | 2017年 | 一番 | 1時間             | 5分前             | 50万円   | [ 63 ] |
| ゆうちょ杯囲碁ユース選手権   | 特別協賛ゆうちょ銀行        | 2014年 | 2016年 | 一番 | なし（NHK杯方式） | なし（NHK杯方式） | 100万円  | [ 64 ] |
| Over40早碁トーナメント戦     | 日本棋院主催                | 2014年 | 2016年 | 一番 | なし（NHK杯方式） | なし（NHK杯方式） | 50万円   | [ 65 ] |
| 中野杯U20選手権              | 中野孝次基金協力            | 2004年 | 2013年 | 一番 | 1時間             | 1分               | 100万円  | [ 66 ] |
| 大和証券杯ネット囲碁オープン | 大和証券グループ協賛        | 2006年 | 2013年 | 一番 | なし（NHK杯方式） | なし（NHK杯方式） | 500万円  | [ 67 ] |
| NECカップ囲碁トーナメント戦  | 日本電気協賛                | 1981年 | 2012年 | 一番 | 10分              | 30秒              | 1000万円 | [ 68 ] |
| 幽玄杯精鋭リーグ戦           | 日本棋院主催                | 2007年 | 2011年 |      | なし（NHK杯方式） | なし（NHK杯方式） | 10万円   | [ 69 ] |
| JALスーパー早碁              | テレビ東京主催 日本航空後援 | 2003年 | 2004年 | 一番 | なし（1手10秒）   | なし（1手10秒）   | 400万円  | [ 70 ] |
| JAL新鋭早碁                  | テレビ東京主催 日本航空後援 | 2003年 | 2004年 | 一番 | なし（1手10秒）   | なし（1手10秒）   | 150万円  | [ 71 ] |
| 早碁選手権戦                 | テレビ東京主催              | 1968年 | 2002年 | 一番 | なし（1手10秒）   | なし（1手10秒）   | 400万円  | [ 72 ] |
| 新鋭トーナメント戦           | テレビ東京主催              | 1969年 | 2003年 | 一番 | なし（1手10秒）   | なし（1手10秒）   | 80万円   | [ 73 ] |
| NEC俊英囲碁トーナメント戦    | 日本電気主催                | 1986年 | 2003年 | 一番 | なし（1手10秒）   | なし（1手10秒）   | 300万円  | [ 74 ] |
| JT杯星座囲碁選手権戦         | 日本たばこ産業主催          | 1995年 | 1999年 | 一番 | 2時間             | 1分               | 350万円  | [ 75 ] |
| 首相杯争奪高段者トーナメント | 共同通信主催                | 1957年 | 1981年 | 三番 | 4時間             | 4時間             |          | [ 76 ] |
| プロ十傑戦                   | 朝日新聞主催                | 1964年 | 1975年 | 五番 |                   |                   |          | [ 77 ] |
| 囲碁選手権戦                 | 東京新聞主催                | 1957年 | 1967年 | 三番 |                   |                   |          | [ 78 ] |

#### プロ・アマ混合オープン棋戦
| 棋戦名                       | 主催・協賛・協力 | 創設年 | 最終年 | 決勝 | 持ち時間  | 秒読み | 優勝賞金 | 出典   |
| ---------------------------- | ---------------- | ------ | ------ | ---- | --------- | ------ | -------- | ------ |
| 鳳凰杯オープントーナメント戦 | 日本囲碁連盟主催 | 2000年 | 2007年 | 一番 | 1時間     |        | 100万円  | [ 79 ] |
| 産経プロアマトーナメント戦   | 産経新聞社主催   | 2005年 | 2018年 | 一番 | 1時間30分 | 5分前  | 100万円  | [ 80 ] |

#### 女流棋戦
| 棋戦名                         | 主催・協賛・後援             | 創設年 | 最終年 | 決勝 | 持ち時間          | 秒読み            | 優勝賞金 | 出典   |
| ------------------------------ | ---------------------------- | ------ | ------ | ---- | ----------------- | ----------------- | -------- | ------ |
| 博多・カマチ杯 女流オープン戦  | 医療法人社団埼玉巨樹の会協賛 | 2019年 | 2020年 | 一番 | 2時間             | 5分前             | 700万円  | [ 81 ] |
| 大和証券杯ネット囲碁レディース | 大和証券協賛                 | 2007年 | 2010年 | 一番 | なし（NHK杯方式） | なし（NHK杯方式） | 100万円  | [ 82 ] |
| 女流最強戦                     | 東京精密主催                 | 1999年 | 2008年 | 一番 | 1時間             | 1分               | 450万円  | [ 83 ] |
| 関西女流囲碁トーナメント       | テレビ大阪主催               | 2002年 | 2007年 | 一番 | なし（NHK杯方式） | なし（NHK杯方式） |          | [ 84 ] |
| JAL女流早碁戦                  | テレビ東京主催、日本航空後援 | 2003年 | 2005年 | 一番 | なし（1手10秒）   | なし（1手10秒）   | 250万円  | [ 85 ] |
| 女流鶴聖戦                     | 日本航空、東京海上火災主催   | 1979年 | 2002年 | 一番 | 1時間             |                   | 350万円  | [ 86 ] |

### 不正防止策
いわゆるコンピュータ囲碁や人工知能（AI）などを用いたカンニング対策としては、2013年より日本棋院が「対局中は携帯電話の電源を切る」ことを義務付けたのが端緒で、2017年1月より「対局中の電子機器の使用を禁止」に発展。2018年10月からは「対局前にスマートフォン等を備え付けのロッカーに保管して対局終了まで取り出し禁止とする」規定が導入されている。さらに2021年1月からは、日本棋院管轄の全対局において対局中の外出が一切禁止となった。ただ関西棋院では「十分な休憩スペースがない」として、外出禁止措置の導入は見送っている。

## 韓国の棋戦
韓国ではプロ棋戦は韓国棋院が中心となって実施される。
韓国では団体戦の韓国囲碁リーグが主流になっている。リーグは協賛企業のスポンサー料により賞金も高く韓国棋院も注力している
個人棋戦は2014年から天元戦、物価情報杯、大舟杯などが相次いで廃止。王位戦、覇王戦、最高位戦など歴史ある棋戦も終了した。2016年には50年以上の伝統ある国手戦と名人戦が中断するなど縮小しており、毎年行われる個人棋戦はGSカルテックス杯、棋王戦、マキシムコーヒー杯入神連勝最強戦など少ない。
リーグに入れない棋士の対局機会が減少し、トップ棋士以外の対局機会は少なくなった。

### 団体戦
- 韓国囲碁リーグ（囲碁TV、韓国棋院）2004年 -
- 韓国女子囲碁リーグ（韓国棋院）2015年 -
- 韓国棋院総裁杯シニア囲碁リーグ（韓国棋院）2016年 -

### 一般棋戦
- 全国棋士選手権戦（連合新聞）1948年 - 1955年
- 国手戦（東亜日報）1956年 - 2016年
- 京郷王座戦（京郷新聞）1958年 - 1969年
- 覇王戦（大韓毎日新聞社主催）1959年 - 2003年
- 最高位戦（釜山日報主催）1959年 - 1999年
- 王位戦（中央日報主催）1966年 - 2007年
- 名人戦（韓国日報）1968年 - 2003年、2007年 - 2016年
- 韓国棋院選手権戦（慶南毎日新聞主催）1969年、1977年 - 1978年
- 最強者戦（国際新報主催）1973年 - 1979年
- 棋王戦（朝鮮日報主催）1974年 - 1995年
- MBC杯国棋戦 1974年 - 1976年
- 国棋戦（京郷新聞主催）1975年 - 1996年
- TBC王座戦（TBC-TV）1976年 - 1978年
- KBS杯棋王戦（KBS）1980年 -
- 全前王座戦（全南日報、前日放送）1980年
- 帝王戦（MBC TV）1982年 - 1995年
- バッカス杯戦（東亜製薬） 1983年 - 1994年
- 大王戦（大邱毎日新聞）1983年 - 1997年
- 棋聖戦（世界日報）1990年 - 2008年
- 倍達王戦（韓国PC通信）1992年 - 2000年
- SBS杯連勝囲碁最強戦（SBS）1993年 - 1997年
- バッカス杯天元戦（スポーツ朝鮮）1996年 - 2014年
- GSカルテックス杯プロ棋戦（毎日経済新聞、毎経TV）1996年 -
- マキシムコーヒー杯入神連勝最強戦（囲碁TV、韓国棋院）2000年 -
- KTF杯戦 2002年
- KT杯マスターズプロ棋戦（囲碁TV、韓国棋院）2002年 - 2003年
- 電子ランド杯王中王戦（韓国経済新聞、世界サイバー棋院、囲碁TV）2004年 - 2008年
- 囲碁マスターズ（韓国棋院）2005年 - 2007年
- 物価情報杯プロ棋戦（囲碁TV、韓国棋院）2005年 - 2014年
- 圓益杯十段戦（韓国棋院）2006年 - 2013年
- OllehKT杯オープン選手権(韓国棋院・囲碁TV主催)2010年 - 2013年
- Let's Run PARK杯オープントーナメント（韓国馬事会）2014年 - 2015年

### 女流棋戦
- プロ女流国手戦（韓国経済新聞）1994年 -
- 女流名人戦（毎日新聞社）1999年 -
- 女流棋聖戦（扶安郡、韓国棋院）2006年 -
- GGオークション杯女流対シニア連勝対抗戦（韓国棋院）2007年 -
- 女流十段戦 2012年 -

### 若手棋戦・シニア棋戦
- 新王戦（スポーツソウル） 1985年 - 1989年
- BCカード杯新人王戦（ソウル新聞） 1991年 - 2008年
- SKガス杯新鋭プロ十傑戦（京郷新聞） 1997年 - 2008年
- ジャックフィールド杯プロシニア棋戦（囲碁TV）2000年 - 2005年
- オスラムコリア杯新鋭連勝最強戦（囲碁TV） 2001年 - 2008年
- 大舟杯プロシニア最強者戦（国際新聞、囲碁TV）2010年 -
- KC&A杯新人王戦 2011年 -
- メジオン杯オープン新人王戦（韓国棋院、囲碁TV）2013年 -
- 陜川郡招待河燦錫国手杯英才囲碁大会（韓国棋院）2013年 -
- 未来の星新鋭最強戦（韓国棋院）2015年 - 2016年

### ペア碁棋戦
- SG杯ペア碁最強戦（囲碁TV主催）2011年 -

## 中国の棋戦
中国では、中国囲棋協会、または1992年設立の中国棋院が中心になって行うが、成都棋院による西南王戦など地方独自に実施される棋戦もある。また全国運動会、全国体育大会や、全国智力運動会などでも種目と採用されている。
地域対抗の団体戦である中国囲棋甲級リーグ戦も行われている。

### 一般棋戦
- 全国囲棋個人戦（国家体育総局）1957年 -
- 新体育杯戦（中国囲棋協会）1979年 - 1992年
- 国手戦（中国囲棋協会）1981 - 1987年
- 名人戦（中国棋院、人民日報）1987年 -
- 十強戦 1987年 - 1994年
- CCTV杯中国囲棋電視快棋戦（浙江平湖・当湖十局杯CCTV電視快棋戦）（CCTV）1987年 -
- 天元戦（新民晩報社、新民囲棋）1988年 -
- 棋王戦（中国囲棋協会、中国体育報社、嵊州市）1989年 - 2001年
- 大国手戦 1993年 - 1994年
- 五牛杯王位戦 1995年 -
- 覇王戦 1995年 - 1997年
- 友情杯戦 1995年 - 1997年
- NEC杯囲棋賽（中国囲棋協会、NEC）1996年 - 2009年
- 楽百氏杯囲棋戦（中国囲棋協会、楽百氏有限公司）1997年 - 2002年
- 阿含・桐山杯中国囲棋快棋公開戦 （中国棋院、中国国際友好連絡会）1999年 -
- 棋聖戦（中国囲棋協会、上海南江企業発展公司）1999年 - 2001年
- リコー杯囲棋戦（中国棋院、リコー）1999年 - 2015年
- ルノー杯覇王戦（齊魯晩報、山東岱銀集団主催） 2002年
- 威浮房開杯棋王戦（中国囲棋協会、無錫日報、無錫威孚房家開発有限公司）2003年 -
- 倡棋杯中国プロ囲棋選手権戦（中国囲棋協会、上海応昌期囲棋教育基金会）2004年 -
- 竜星戦（中国囲棋協会）2005年 -
- 衢州・爛柯杯中国囲棋冠軍戦（浙江省体育局、衢州市人民政府、中国囲棋協会）2006年 -
- 洛陽龍門杯中国囲棋棋聖戦（中国囲棋協会、洛陽市）2013年 - 2014年

### 女流棋戦
- 女子名人戦 （中国囲棋協会、山東齊魯晩報）1989年 - 1991年
- 浪潮杯・八喜杯・石化加油卡杯女子名人戦 （中国囲棋協会他）2001年 - 2005年
- 建橋杯女子囲棋公開戦（中国棋院、上海棋院、上海建橋学院） 2003年 -
- 全国女子囲棋精英戦（中国囲棋協会、陝西省体育局、西安市体育局）2004年 - 2008年
- 百霊杯戦（中国囲棋協会、貴州百霊企業集団） 2005年 -
- 黄龍士佳源杯女子名人戦 （中国棋院、姜堰市）2010年 -
- 全国女子囲棋国手戦 （中国囲棋協会、陝西省体育局）2012年 -
- 中国女子囲碁精英戦（国家体育総局、浙江省、衢州市）2017年 -

### 若手棋戦
- 国手新秀戦戦・新秀菊花杯 1985年 - 1994年
- 新人王戦（中国棋院、上海棋院） 1994年 - 2015年
- NEC新秀戦（NEC）1998年 - 2001年
- 新秀戦・リコー杯新秀戦（中国囲棋協会）2002年 - 2014年
- 紅金竜杯女子新秀戦 2002年
- 富士通杯U15少年囲棋戦（中国囲棋協会）2005年 - 2008年
- 建橋杯女子新人王戦（上海建橋学院）2007年 - 2011年
- 弘通杯国家囲棋隊勝抜戦 2013年 - 2014年

### ペア碁棋戦
- 日立杯中国プロ囲棋混双赛（上海市体育局、上海囲棋協会、上海日立家電）1996年 - 2003年
- リコー杯囲棋混双戦（中国囲棋協会、理光（中国）投资有限公）2005年 -

### 女流棋戦
- 建橋杯女子囲棋公開戦（中国棋院、上海棋院、上海建橋学院主催） 2003年 -
- 百霊杯戦（中国囲棋協会、貴州百霊企業集団主催） 2005年 -
- 黄龍士佳源杯女子名人戦 （中国棋院、姜堰市主催）2010年 -
- 全国女子囲棋国手戦 （中国囲棋協会、陝西省体育局主催）2012年 -

### 地方棋戦
- 海峡杯全国囲棋招待戦（福建省海峡文芸出版社）1986年 - 1991年
- 西南王戦（中国棋院、成都棋院） 2002年 -

### ペア碁棋戦
- リコー杯囲棋混双戦（中国囲棋協会、理光（中国）投资有限公主催）2005年 -

### 団体戦
1975年開始の全国団体選手権が開始され、1999年からは上位チームが甲級リーグ戦に移行。下位リーグに乙級、丙級があり、上位リーグとの入れ替えを行う。日本、韓国、台湾からの選手およびチームの参加もある。2013年には女子甲級リーグも開始された。
- 全国囲棋団体選手権戦 1975年 -
- 中国囲棋甲級リーグ戦 1999年 -
- 中国女子囲棋甲級リーグ戦 2013年 -

### 招待棋戦
- 宝勝電纜杯囲棋戦 1991年 - 1998年
- 華山論道囲棋精鋭戦（陝西旅游集団公司、陝西省社会体育管理中心、中国囲棋協会主催）2001年- 2006年
- 永達杯王中王戦（中国囲棋協会、永達投資有限公司）2002年 - 2004年
- CCTV賀歳杯囲棋戦（CCTV）2013年 -

その他中国の囲碁の招待棋戦参照。

## 台湾の棋戦
台湾では、1952年設立の中国囲棋会によって棋戦が行われていたが、2000年に台湾棋院、2008年に海峰棋院が設立され、それらによる棋戦も行われるようになった。

### 一般棋戦
- 名人戦（応昌期囲棋基金）1974年 - 2009年
- 棋王戦（中国囲棋会）1979年 - 1989年
- 国手戦（中国囲棋会、台湾棋院） 1981年 - 1999年、2005年 -
- 永大杯囲棋戦（応昌期囲棋教育基金会）1993年 - 1999年
- 中環杯囲棋オープン戦（台湾棋院）1994年 - 2012年
- 電視快棋戦（中華電信、台湾棋院文化基金会主催）2000年 - 2008年、2012年
- 東鋼杯プロ囲棋戦（台湾棋院主催）2001年 -
- 台湾棋院杯プロ囲棋戦（台湾棋院）2002年 - 2005年
- 天元戦（民生報、台湾棋院文化基金会主催）2002年 -
- 棋霊王杯プロ囲棋戦（台湾棋院文化基金会）2002年 - 2004年
- 魔戒杯プロ囲棋戦（台湾棋院文化基金会）2003年 - 2005年
- 王座戦（台湾棋院）2006年 -
- 愛心杯プロ囲棋戦（台湾棋院）2007年 - 2011年
- 鈺徳杯十段戦 2007年 - 2008年
- 力兆杯プロ囲棋戦（台湾棋院）2007年 - 2008年
- 棋王戦（海峰棋院）2008年 -
- 碁聖戦（台湾棋院）2008年 -
- 十段戦 （中華職業囲棋協会）2011年 -
- 海峰杯プロ囲棋戦（海峰棋院）2009年 -
- 思源杯プロ囲棋戦（台湾棋院）2009年 -

### 限定棋戦
- 新人王戦（台湾棋院、海峰棋院）2002年 - 2008年、2016年 -
- 鈺徳杯台湾女子名人戦 2011年 -
- 女子囲棋最強戦 （中華職業囲棋協会、海峰棋院） 2015年 -

## 北米の囲碁棋戦
- 北米INGマスターズ（アメリカ囲碁協会） 1991年 -
- 北米マスターズ・トーナメント 1995年 - 2002年
- アメリカ碁コングレス

## ヨーロッパの囲碁大会
- ヨーロッパ碁コングレス（ヨーロッパ囲碁連盟） 1957年 -
- ヨーロッパ青少年囲碁選手権
- ヨーロッパ・ペア碁選手権